# Tali e quali (seconda edizione)
La seconda edizione del talent show Tali e quali (spin-off di Tale e quale show) è andata in onda dall'8 gennaio al 12 febbraio 2022 su Rai 1 in prima serata con la conduzione di Carlo Conti per quattro puntate di sabato.
La giuria è stata composta da Loretta Goggi, Giorgio Panariello e Cristiano Malgioglio.
L'edizione è stata vinta da Daniele Quartapelle con l'interpretazione di Renato Zero.

## Il programma
Questo spin-off prevede una gara tra alcune persone comuni (non professionisti e non facenti parte del mondo dello spettacolo) scelte tra coloro che hanno inviato alla redazione del programma i video amatoriali delle loro imitazioni durante le puntate dell'edizione appena terminata.
Ciascuno di essi è impegnato nell'imitazione di personaggi celebri del mondo della canzone attraverso la reinterpretazione dei brani di questi ultimi dal vivo. Al termine della serata sono sottoposti al giudizio di una giuria. Ogni giurato dichiara i suoi voti per ciascun concorrente, assegnando da cinque a quindici punti. Inoltre, ciascun concorrente in gara deve dare cinque punti ad uno dei concorrenti o a sé stesso, che si sommano a quelli assegnati dalla giuria, determinando così la classifica della puntata.
L'edizione è strutturata in quattro puntate, ciascuna con concorrenti diversi. Nella quarta serata i vincitori delle precedenti puntate, insieme al vincitore della puntata in corso e della precedente edizione di Tali e quali, sono tornati in scena per sottoporsi alla votazione finale che ha decretato il campione di questa edizione.

## Cast

### Concorrenti
| Puntata | Messa in onda    | Numero concorrenti | Concorrenti | Concorrenti                                                            | Concorrenti                         |
| Puntata | Messa in onda    | Numero concorrenti | Uomini | Donne                                                                  | Gruppi                              |
| ------- | ---------------- | ------------------ | --- | ---------------------------------------------------------------------- | ----------------------------------- |
| 1       | 8 gennaio 2022   | 11                 | Alessandro Lunardi, Fabrizio Balzano, Francesco Troilo, Igor Minerva, Lorenzo Amore, Vincenzo Maggipinto, Nunzio Giannini | Carlotta Serra, Danila Sciagura, Francesca Giuliani, Linda De Bortoli  | Phil, Christian, Matteo e Saverio   |
| 2       | 15 gennaio 2022  | 11                 | Antonio Delle Donne, Carmelo Lucibello, Daniele Quartapelle, Ivano Passarello, Michele Roberto                            | Francesca Simonetti, Giulia Avagnina, Lidia Tre Re, Vittoria Iannacone | Claudia, Lucia e Benedetta          |
| 2       | 15 gennaio 2022  | 11                 | Antonio Delle Donne, Carmelo Lucibello, Daniele Quartapelle, Ivano Passarello, Michele Roberto                            | Francesca Simonetti, Giulia Avagnina, Lidia Tre Re, Vittoria Iannacone | Giulio, Lorenzo, Veronica e Deborah |
| 3       | 22 gennaio 2022  | 11                 | Gianfranco Lacchi, Luca Buttiglieri, Luca Sperindio, Matteo Vitolo, Mauro Antonelli, Paolo Masi, Vincenzo Conte           | Francesca Carbonelli, Simona Ranucci, Victoria Viola                   | Dario, Guido, Teodosio e Vittoriano |
| 4       | 12 febbraio 2022 | 8                  | Andrea Bellina, Francesco Rinaldi, Francesco Zerbino, Luca Cionco, Luca Montorro                                          | Alice Stocchino, Melissa Biondi, Sabrina Savarese                      | –                                   |
| Finale  | 12 febbraio 2022 | 5                  | Daniele Quartapelle, Gianfranco Lacchi, Igor Minerva, Luca Cionco                                                         | Veronica Perseo                                                        | –                                   |

- Nota: i concorrenti sono diversi per ogni puntata. In grassetto è indicato il vincitore di ciascuna puntata che ha avuto la possibilità di esibirsi nella serata finale per aggiudicarsi il titolo di campione di questa edizione.

### Giudici
La giuria è composta da:
- Loretta Goggi
- Cristiano Malgioglio
- Giorgio Panariello

#### Quarto giudice
In quest'edizione la giuria viene affiancata dalla presenza di un imitatore diverso per ogni puntata che partecipa al voto delle esibizioni e stila una propria classifica come quarto giudice, vestendo i panni di un personaggio famoso per l'intera serata. Nella tabella sottostante sono riportati i nomi dei vari imitatori e dei personaggi imitati.
| Puntata | Messa in onda    | Quarto giudice       | Quarto giudice       |
| Puntata | Messa in onda    | Giudice imitatore    | Personaggio imitato  |
| ------- | ---------------- | -------------------- | -------------------- |
| 1       | 8 gennaio 2022   | Biagio Izzo          | Biagio Izzo          |
| 2       | 15 gennaio 2022  | Massimo Lopez        | Maurizio Costanzo    |
| 3       | 22 gennaio 2022  | Claudio Lauretta     | Vittorio Sgarbi      |
| 4       | 12 febbraio 2022 | Leonardo Pieraccioni | Leonardo Pieraccioni |
| 4       | 12 febbraio 2022 | Ubaldo Pantani       | Giovanni Allevi      |

### Coach
Coach dei concorrenti sono:
- Daniela Loi: vocal coach
- Matteo Becucci: vocal coach
- Maria Grazia Fontana: vocal coach
- Fabrizio Mainini: coreografo
- Emanuela Aureli: imitatrice
- Antonio Mezzancella: vocal coach
- Pinuccio Pirazzoli: direttore d'orchestra

## Puntate

### Prima puntata
La prima puntata è andata in onda l'8 gennaio 2022 ed è stata vinta da Igor Minerva, che ha interpretato Claudio Baglioni in La vita è adesso.
| Ordine | Canzone e cantante imitato              | Concorrente                       | Punteggio | Panariello | Goggi | Malgioglio | Izzo | Concorrenti |
| ------ | --------------------------------------- | --------------------------------- | --------- | ---------- | ----- | ---------- | ---- | ----------- |
| 2      | La vita è adesso – Claudio Baglioni     | Igor Minerva                      | 70        | 15         | 15    | 15         | 15   | 10          |
| 6      | Non è l'inferno – Emma                  | Francesca Giuliani                | 53        | 13         | 8     | 14         | 13   | 5           |
| 4      | Più bella cosa – Eros Ramazzotti        | Fabrizio Balzano                  | 49        | 12         | 12    | 11         | 14   | -           |
| 7      | Soldi – Mahmood                         | Lorenzo Amore                     | 49        | 14         | 10    | 9          | 11   | 5           |
| 11     | I Was Made for Lovin' You – Kiss        | Phil, Christian, Matteo e Saverio | 48        | 9          | 9     | 10         | 10   | 10          |
| 5      | Voce – Madame                           | Linda De Bortoli                  | 46        | 8          | 14    | 12         | 12   | -           |
| 1      | Fatti avanti amore – Nek                | Alessandro Lunardi                | 44        | 10         | 13    | 13         | 8    | -           |
| 3      | ... Baby One More Time – Britney Spears | Carlotta Serra                    | 41        | 7          | 7     | 8          | 9    | 10          |
| 9      | Angela – Checco Zalone                  | Vincenzo Maggipinto               | 33        | 6          | 11    | 5          | 6    | 5           |
| 10     | E ritorno da te – Laura Pausini         | Danila Sciagura                   | 31        | 5          | 5     | 6          | 5    | 10          |
| 8      | Holding Back the Years – Mick Hucknall  | Francesco Troilo                  | 31        | 11         | 6     | 7          | 7    | -           |

- Quarto giudice: Biagio Izzo
- Ospiti: Gemelli di Guidonia che interpretano Fedez, Achille Lauro e Orietta Berti in Mille e Gianni Morandi, Enrico Ruggeri e Umberto Tozzi in Si può dare di più

### Seconda puntata
La seconda puntata è andata in onda il 15 gennaio 2022 ed è stata vinta da Daniele Quartapelle, che ha interpretato Renato Zero ne I migliori anni della nostra vita.
| Ordine | Canzone e cantante imitato                      | Concorrente                         | Punteggio | Panariello | Goggi | Malgioglio | Lopez | Concorrenti |
| ------ | ----------------------------------------------- | ----------------------------------- | --------- | ---------- | ----- | ---------- | ----- | ----------- |
| 3      | I migliori anni della nostra vita – Renato Zero | Daniele Quartapelle                 | 75        | 15         | 15    | 15         | 15    | 15          |
| 9      | Whenever, Wherever – Shakira                    | Lidia Tre Re                        | 61        | 12         | 14    | 13         | 12    | 10          |
| 10     | I tuoi particolari – Ultimo                     | Antonio Delle Donne                 | 55        | 14         | 13    | 10         | 13    | 5           |
| 6      | Ma le gambe e Tuli-Tuli-Pan – Trio Lescano      | Claudia, Lucia e Benedetta          | 54        | 9          | 11    | 14         | 10    | 10          |
| 2      | Come nelle favole – Vasco Rossi                 | Ivano Passarello                    | 48        | 10         | 12    | 12         | 14    | -           |
| 7      | Parlami d'amore – Giuliano Sangiorgi            | Carmelo Lucibello                   | 42        | 7          | 8     | 11         | 11    | 5           |
| 11     | This Is What You Are – Mario Biondi             | Michele Roberto                     | 39        | 13         | 10    | 8          | 8     | -           |
| 4      | Sono solo parole – Noemi                        | Vittoria Iannacone                  | 33        | 11         | 9     | 6          | 7     | -           |
| 5      | Dancing Queen e Mamma Mia – ABBA                | Giulio, Lorenzo, Veronica e Deborah | 33        | 8          | 7     | 9          | 9     | -           |
| 1      | Finché la barca va e Mille – Orietta Berti      | Francesca Simonetti                 | 29        | 6          | 6     | 7          | 5     | 5           |
| 8      | Gli ostacoli del cuore – Elisa                  | Giulia Avagnina                     | 26        | 5          | 5     | 5          | 6     | 5           |

- Giudice imitatore: Massimo Lopez che imita Maurizio Costanzo

### Terza puntata
La terza puntata è andata in onda il 22 gennaio 2022 ed è stata vinta da Gianfranco Lacchi, che ha interpretato Gianni Morandi in La fisarmonica.
| Ordine | Canzone e cantante imitato                        | Concorrente                         | Punteggio | Panariello | Goggi | Malgioglio | Lauretta | Concorrenti |
| ------ | ------------------------------------------------- | ----------------------------------- | --------- | ---------- | ----- | ---------- | -------- | ----------- |
| 9      | La fisarmonica – Gianni Morandi                   | Gianfranco Lacchi                   | 63        | 15         | 15    | 15         | 13       | 5           |
| 3      | Fotoromanza – Gianna Nannini                      | Simona Ranucci                      | 62        | 14         | 14    | 12         | 12       | 10          |
| 1      | Baila Morena – Zucchero                           | Luca Sperindio                      | 59        | 13         | 13    | 14         | 14       | 5           |
| 4      | Grace Kelly – Mika                                | Luca Buttiglieri                    | 51        | 10         | 11    | 10         | 15       | 5           |
| 2      | La notte – Arisa                                  | Victoria Viola                      | 47        | 12         | 12    | 11         | 7        | 5           |
| 7      | Chega – Gaia                                      | Francesca Carbonelli                | 40        | 11         | 10    | 13         | 6        | -           |
| 11     | Radio Ga Ga – Freddie Mercury                     | Vincenzo Conte                      | 40        | 9          | 8     | 9          | 9        | 5           |
| 5      | A te – Jovanotti                                  | Paolo Masi                          | 40        | 8          | 9     | 8          | 10       | 5           |
| 6      | Nu jeans e 'na maglietta – Nino D'Angelo          | Matteo Vitolo                       | 36        | 6          | 7     | 5          | 8        | 10          |
| 10     | Un pugno di sabbia – Augusto Daolio               | Mauro Antonelli                     | 35        | 7          | 6     | 6          | 11       | 5           |
| 8      | Get Back, Come Together e Hey Jude! – The Beatles | Dario, Guido, Teodosio e Vittoriano | 22        | 5          | 5     | 7          | 5        | -           |

- Giudice imitatore: Claudio Lauretta che imita Vittorio Sgarbi

### Quarta puntata
La quarta puntata è andata in onda il 12 febbraio 2022 ed è stata vinta da Luca Cionco, che ha interpretato Fabrizio De André ne La canzone di Marinella.
| Ordine | Canzone e cantante imitato                                   | Concorrente       | Punteggio | Panariello | Goggi | Malgioglio | Pieraccioni | Pantani | Concorrenti |
| ------ | ------------------------------------------------------------ | ----------------- | --------- | ---------- | ----- | ---------- | ----------- | ------- | ----------- |
| 8      | La canzone di Marinella – Fabrizio De André                  | Luca Cionco       | 65        | 12         | 12    | 12         | 12          | 12      | 5           |
| 7      | Mon manège à moi – Édith Piaf                                | Sabrina Savarese  | 51        | 11         | 6     | 6          | 11          | 7       | 10          |
| 4      | Hello – Adele                                                | Melissa Biondi    | 50        | 8          | 10    | 11         | 5           | 11      | 5           |
| 3      | Zitti e buoni – Damiano David dei Måneskin                   | Luca Montorro     | 50        | 10         | 11    | 8          | 8           | 8       | 5           |
| 1      | Non vivo più senza te – Biagio Antonacci                     | Andrea Bellina    | 43        | 7          | 9     | 9          | 9           | 9       | -           |
| 6      | Born in the USA – Bruce Springsteen                          | Francesco Zerbino | 43        | 5          | 7     | 10         | 10          | 6       | 5           |
| 2      | Vacanze romane – Antonella Ruggiero                          | Alice Stocchino   | 39        | 6          | 5     | 7          | 6           | 10      | 5           |
| 5      | Il gatto e la volpe e Sono solo canzonette – Edoardo Bennato | Francesco Rinaldi | 39        | 9          | 8     | 5          | 7           | 5       | 5           |

- Quarto giudice: Leonardo Pieraccioni
- Giudice imitatore: Ubaldo Pantani che imita Giovanni Allevi
- Ospiti: Gemelli di Guidonia che interpretano Fedez, Achille Lauro e Orietta Berti in Mille e Quando ti sei innamorato e Il Volo in Grande amore

## Cinque punti dei concorrenti
Ogni concorrente deve dare cinque punti a uno degli altri concorrenti (oppure a sé stesso). Questi cinque punti, assegnati prima dei punteggi forniti dai membri della giuria, contribuiscono a formare la classifica finale e il vincitore di puntata, che viene svelato al termine della stessa.

## Classifica finale
Dopo le esibizioni della quarta puntata, i vincitori di ciascuna serata sono tornati in scena insieme alla vincitrice della precedente edizione di Tali e quali per sottoporsi alla votazione finale che ha decretato il campione di quest'edizione.
| Ordine | Canzone e cantante imitato                      | Concorrente         | Punteggio | Panariello | Goggi | Malgioglio | Pieraccioni | Pantani | Coach |
| ------ | ----------------------------------------------- | ------------------- | --------- | ---------- | ----- | ---------- | ----------- | ------- | ----- |
| 3      | I migliori anni della nostra vita – Renato Zero | Daniele Quartapelle | 50        | 10         | 10    | 9          | 9           | 7       | 5     |
| 5      | La canzone di Marinella – Fabrizio De André     | Luca Cionco         | 47        | 9          | 9     | 10         | 10          | 9       | -     |
| 1      | Shallow – Lady Gaga                             | Veronica Perseo     | 42        | 8          | 8     | 8          | 8           | 10      | -     |
| 4      | La fisarmonica – Gianni Morandi                 | Gianfranco Lacchi   | 35        | 7          | 7     | 6          | 7           | 8       | -     |
| 2      | La vita è adesso – Claudio Baglioni             | Igor Minerva        | 31        | 6          | 6     | 7          | 6           | 6       | -     |

## Tale e quale pop
Dopo le esibizioni delle prime tre puntate, altri concorrenti si sono esibiti dal vivo e a cappella sull'ascensore per guadagnarsi la possibilità di partecipare alla puntata successiva. La decisione sulla loro partecipazione spetta ai giudici del programma premendo un tasto che fa scendere l'ascensore oppure lasciando continuare l'esibizione.

## Ascolti
| Puntata | Messa in onda    | Telespettatori | Share  |
| ------- | ---------------- | -------------- | ------ |
| 1       | 8 gennaio 2022   | 3 901 000      | 18,20% |
| 2       | 15 gennaio 2022  | 3 869 000      | 17,70% |
| 3       | 22 gennaio 2022  | 4 013 000      | 18,80% |
| 4       | 12 febbraio 2022 | 3 594 000      | 18,10% |
| Media   | Media            | 3 844 000      | 18,20% |